# Gemeindeverwaltungsverband Osterburken
Im Gemeindeverwaltungsverband Osterburken im baden-württembergischen Neckar-Odenwald-Kreis haben sich zwei Städte und eine Gemeinde zur Erledigung ihrer Verwaltungsgeschäfte zusammengeschlossen. Der Sitz des Gemeindeverwaltungsverbands ist in Osterburken.

## Mitgliedsgemeinden
Mitglieder dieser Körperschaft des öffentlichen Rechts sind:
- Stadt Osterburken, 6570 Einwohner, 47,32 km²
- Stadt Ravenstein, 3010 Einwohner, 55,97 km²
- Gemeinde Rosenberg, 2052 Einwohner, 40,94 km²

## Struktur und Aufgaben
Der Gemeindeverwaltungsverband übernimmt für die Gemeinden zahlreiche Aufgaben, entweder in deren Namen für die Mitgliedsgemeinden oder in eigener Zuständigkeit anstelle der Mitgliedsgemeinden.